# Platja Cap de Grills
La platja Cap de Grills és una platja natural situada al sud del municipi de Sitges (Garraf), a banda i banda de la desembocadura de la riera de Ribes, a la zona de Terramar, davant del camp de golf. Limita a llevant amb la platja del Cellerot i a ponent amb la platja de Santa Margarida. Té una longitud de 286 metres i una amplada mitjana de 26 metres, formada per petites cales de còdols, roques i aigües poc profundes. En ser un espai molt obert, rep els embats del mar els dies que bufa llevant o garbí. S'hi accedeix a peu des del passeig marítim de Sitges, on es pot aparcar el cotxe, o en vehicle per l'anomenada carretera del Camp de Golf, que voreja aquest camp. Al costat de la platja discorre el GR-92.